# Kreis Gardelegen
| Basisdaten                               | Basisdaten                                               |
| ---------------------------------------- | -------------------------------------------------------- |
| Bezirk der DDR                           | Magdeburg                                                |
| Kreisstadt                               | Gardelegen                                               |
| Fläche                                   | 819 km² (1989)                                           |
| Einwohner                                | 38.552 (1989)                                            |
| Bevölkerungsdichte                       | 47 Einwohner/km² (1989)                                  |
| Kfz-Kennzeichen                          | H und M (1953–1990) HB und MB (1974–1990) GA (1991–1994) |
|                                          |                                                          |
| Der Kreis Gardelegen im Bezirk Magdeburg |                                                          |

Der Kreis Gardelegen war ein Landkreis im Bezirk Magdeburg der DDR. Von 1990 bis 1994 bestand er als Landkreis Gardelegen im Land Sachsen-Anhalt fort. Sein Gebiet liegt heute im Altmarkkreis Salzwedel und im Landkreis Stendal in Sachsen-Anhalt. Der Sitz der Kreisverwaltung befand sich in Gardelegen.

## Geographie
Der Kreis Gardelegen lag in der Altmark und wurde unter anderem von der Milde durchflossen. Im Süden umfasste der Kreis einen großen Teil der Colbitz-Letzlinger Heide. Der Kreis Gardelegen grenzte bis 1987 im Uhrzeigersinn im Norden beginnend an die Kreise Kalbe (Milde), Stendal, Tangerhütte, Haldensleben und Klötze.
Ab 1988 grenzte der Kreis im Uhrzeigersinn im Norden beginnend an die Kreise Salzwedel, Osterburg, Stendal, Wolmirstedt, Haldensleben und Klötze.

## Geschichte
Am 25. Juli 1952 kam es in der DDR zu einer umfangreichen Verwaltungsreform, bei der unter anderem die Länder der DDR ihre Bedeutung verloren und neue Bezirke eingerichtet wurden. Der damalige Landkreis Gardelegen gab Gemeinden an die Kreise Haldensleben, Kalbe (Milde) und Klötze ab. Aus dem verbleibenden Kreisgebiet wurde der neue Kreis Gardelegen mit Sitz in Gardelegen gebildet. Der Kreis wurde dem neugebildeten Bezirk Magdeburg zugeordnet.
Am 1. Januar 1988 wurde der Kreis Gardelegen um Teile des aufgelösten Kreises Kalbe (Milde) vergrößert.
Am 17. Mai 1990 wurde aus dem Kreis der Landkreis Gardelegen.
Anlässlich der Wiedervereinigung der beiden deutschen Staaten wurde der Landkreis 1990 dem wiedergegründeten Land Sachsen-Anhalt zugesprochen. Bei der Kreisreform, die am 1. Juli 1994 in Kraft trat, ging er im Altmarkkreis Salzwedel und im Landkreis Stendal auf.

## Einwohnerentwicklung
| Jahr      | 1960   | 1971   | 1981   | 1989   |
| Einwohner | 29.560 | 28.674 | 26.554 | 38.552 |

## Städte und Gemeinden
Nach der Verwaltungsreform von 1952 gehörten dem Kreis Gardelegen die folgenden Städte und Gemeinden an; außer Schwiesau gehören sie heute alle zur Stadt Gardelegen:
| - Algenstedt - Berge - Breitenfeld - Estedt - Gardelegen, Stadt - Hemstedt - Hottendorf - Jävenitz - Jeggau - Jerchel - Jeseritz | - Kassieck - Kloster Neuendorf - Letzlingen - Lindstedt - Lindstedterhorst - Lüffingen - Mieste - Peckfitz - Potzehne - Roxförde - Sachau | - Schwiesau - Seethen - Sichau - Solpke - Trüstedt - Wannefeld - Wernitz - Wiepke - Wollenhagen - Zichtau |

Am 1. Januar 1988 wurde der Kreis Gardelegen um die folgenden Städte und Gemeinden des aufgelösten Kreises Kalbe (Milde) erweitert:
| - Altmersleben - Berkau - Bismark (Altmark), Stadt - Büste - Engersen | - Güssefeld - Holzhausen - Kakerbeck - Kalbe (Milde), Stadt - Könnigde | - Kremkau - Neuendorf am Damm - Schenkenhorst - Wernstedt - Winkelstedt |

Eingemeindungen bis 1990
- Lindstedterhorst, am 1. Januar 1974 zu Lindstedt
- Lüffingen, am 1. Januar 1974 zu Hemstedt
- Wernitz, am 15. März 1974 zu Mieste
- Wollenhagen, am 1. Januar 1974 zu Lindstedt

## Verkehr
Dem überregionalen Straßenverkehr dienten die F 71 von Salzwedel über Gardelegen nach Magdeburg und die F 188 von Oebisfelde über Gardelegen nach Rathenow.
Die Strecken Berlin–Gardelegen–Oebisfelde und Bismark–Kalbe–Beetzendorf dienten dem Eisenbahnverkehr im Kreis.

## Kfz-Kennzeichen
Den Kraftfahrzeugen (mit Ausnahme der Motorräder) und Anhängern wurden von etwa 1974 bis Ende 1990 dreibuchstabige Unterscheidungszeichen, die mit den Buchstabenpaaren HB und MB begannen, zugewiesen. Die letzte für Motorräder genutzte Kennzeichenserie war HS 88-41 bis HS 99-99.
Anfang 1991 erhielt der Landkreis das Unterscheidungszeichen GA. Es wurde bis zum 30. Juni 1994 ausgegeben. Seit dem 27. November 2012 ist es aufgrund der Kennzeichenliberalisierung im Altmarkkreis Salzwedel erhältlich.